# Anton Weste
Anton Weste (* 3. März 1979 in München) ist Roman- und Spieleautor sowie Redakteur für das deutschsprachige Pen-&-Paper-Rollenspiel „Das Schwarze Auge“ (DSA)

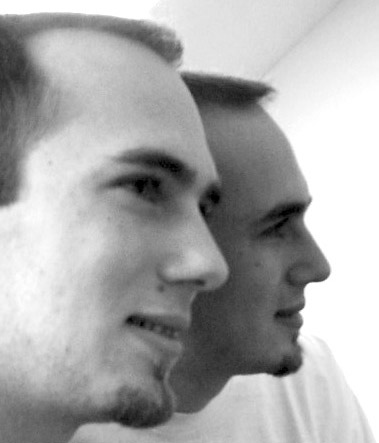
DSA-Autor Anton Weste (2004)

Er wurde als zweites von drei Kindern geboren und lernte im Alter von zwölf Jahren nach einigen Computer-Rollenspielen und dem Brettspielklassiker HeroQuest das Rollenspiel Das Schwarze Auge kennen. Anton Weste gab bald sein eigenes DSA-Fanzine Hesindespiegel heraus und machte mit einzelnen, seitenstarken Fan-Publikationen auf sich aufmerksam. Vor allem in Zusammenarbeit mit Thomas Finn, Hadmar von Wieser und Stefan Küppers entwickelte er Hintergründe und Abenteuerszenarien für Magie, Mythologie und phantastische Regionen Aventuriens, bis er im Jahr 2000 schließlich zur DSA-Redaktion stieß und seitdem selbst Publikationen zur offiziellen Produktlinie beisteuert. Derzeit lebt Anton Weste in Hannover.

## Werke

### Rollenspiel-Publikationen (Auswahl)
- Reise zum Horizont (2000), Abenteuer für DSA, gemeinsam mit Thomas Finn, Fantasy Productions ISBN 3-89064-349-3.
- Blutige See (2001), Abenteuer für DSA, Fantasy Productions ISBN 3-89064-362-0.
- Die Herren von Chorhop (2002), Abenteuer für DSA, Fantasy Productions ISBN 3-89064-372-8.
- Zauberei & Hexenwerk, (2002), Regelwerk für DSA, Fantasy Productions ISBN 3-89064-286-1.
- Stäbe, Ringe, Dschinnenlampen (2003), Regelergänzung für DSA, Fantasy Productions ISBN 978-3-940424-61-7.
- Schlacht in den Wolken (2004), Abenteuer für DSA, Fantasy Productions ISBN 3-89064-392-2.
- Drei Millionen Dukaten (2004), Abenteuer für DSA, Fantasy Productions ISBN 3-89064-390-6.
- Herz des Reiches (2006), Quellenbuch für DSA, Fantasy Productions ISBN 3-89064-442-2.
- Die Sieben Gezeichneten (2010), Abenteuer für DSA, Ulisses Spiele ISBN 978-3-86889-064-8.
- Im Bann des Nordlichts (2010), Quellenbuch für DSA, Ulisses Spiele ISBN 978-3-86889-040-2.
- Gareth – Kaiserstadt des Mittelreichs (2012), Quellenbox für DSA, Ulisses Spiele ISBN 978-3-86889-240-6
- Namenlose Nacht (2014), Abenteuer für DSA, Ulisses Spiele ISBN 978-3-95752-030-2
- Jenseits der Grenzen (2016), Quellenbuch für Splittermond, Uhrwerk ISBN 978-3-95867-038-9
- Havena – Versunkene Geheimnisse (2018), Quellenbuch für DSA, Ulisses Spiele ISBN 978-3-95752-939-8

### Romane und Kurzgeschichten
- Garadan in Gassengeschichten (2000) ISBN 3-453-17233-7.
- Das Herz des Kontinents in Magische Zeiten (2005) ISBN 3-89064-516-X.
- Land ohne Gesetz (2008) ISBN 978-3-89064-231-4.
- Der Unsterbliche in Die Dunklen Zeiten (2010) ISBN 978-3-940424-69-3.
- Nacht über Herathis (2017) ISBN 978-3-86762-279-0

### Wissenschaftliche Publikationen
- Heinrich der Ältere im Konflikt mit der Stadt Hannover. Fehde als Instrument fürstlicher Territorialpolitik am Ausgang des Mittelalters. (2015), Scius ISBN 978-3-94633-102-5

### Computer- und Handyspiele
- Dämonenfluch (2004), Chromatrix
- Krieg um die Krone (2005), Chromatrix
- Das Schwarze Auge: Drakensang (2008), RadonLabs
- Drakensang: Am Fluss der Zeit (2010), RadonLabs
- Das Schwarze Auge: Herokon Online (2012), Silver Style Studios

## Auszeichnungen
- Deutscher Rollenspiele Preis 2002, 1. Platz in der Kategorie "Bestes Abenteuer" für "Die Herren von Chorhop"
- Deutscher Entwicklerpreis 2004, 1. Platz in der Kategorie "Bestes Handyspiel/Rollenspiel" für "Dämonenfluch"
- Airgamer-Award 2004, 1. Platz in der Kategorie "Bestes Abenteuerspiel für Handys" für "Dämonenfluch" (Airgamer.de)
- Deutscher Rollenspiele Preis 2004, 1. und 2. Platz in der Kategorie "Bestes Abenteuer" für "Schlacht in den Wolken" und "Rückkehr der Finsternis"
- Deutscher Rollenspiele Preis 2004, 1. Platz in der Kategorie "Bester Autor"
- Deutscher Entwicklerpreis 2005, 1. Platz in der Kategorie "Bestes Handyspiel/Rollenspiel" für "Krieg um die Krone"
- RPC Fantasy Award der Role Play Convention 2017, 3. Platz in der Kategorie "Literatur" für "Nacht über Herathis"